# 玉山南站
玉山南站是沪昆高速铁路杭长段在江西省设立的一个站点，位于江西省上饶市玉山县六都乡湖沿村，距玉山县城4公里。玉山南站原本并非沪昆高速铁路车站，经过当地政府争取后，中华人民共和国铁道部于2010年3月批复玉山设站的申请。车站于2010年开工，并于2014年12月10日投入运营。

## 车站结构

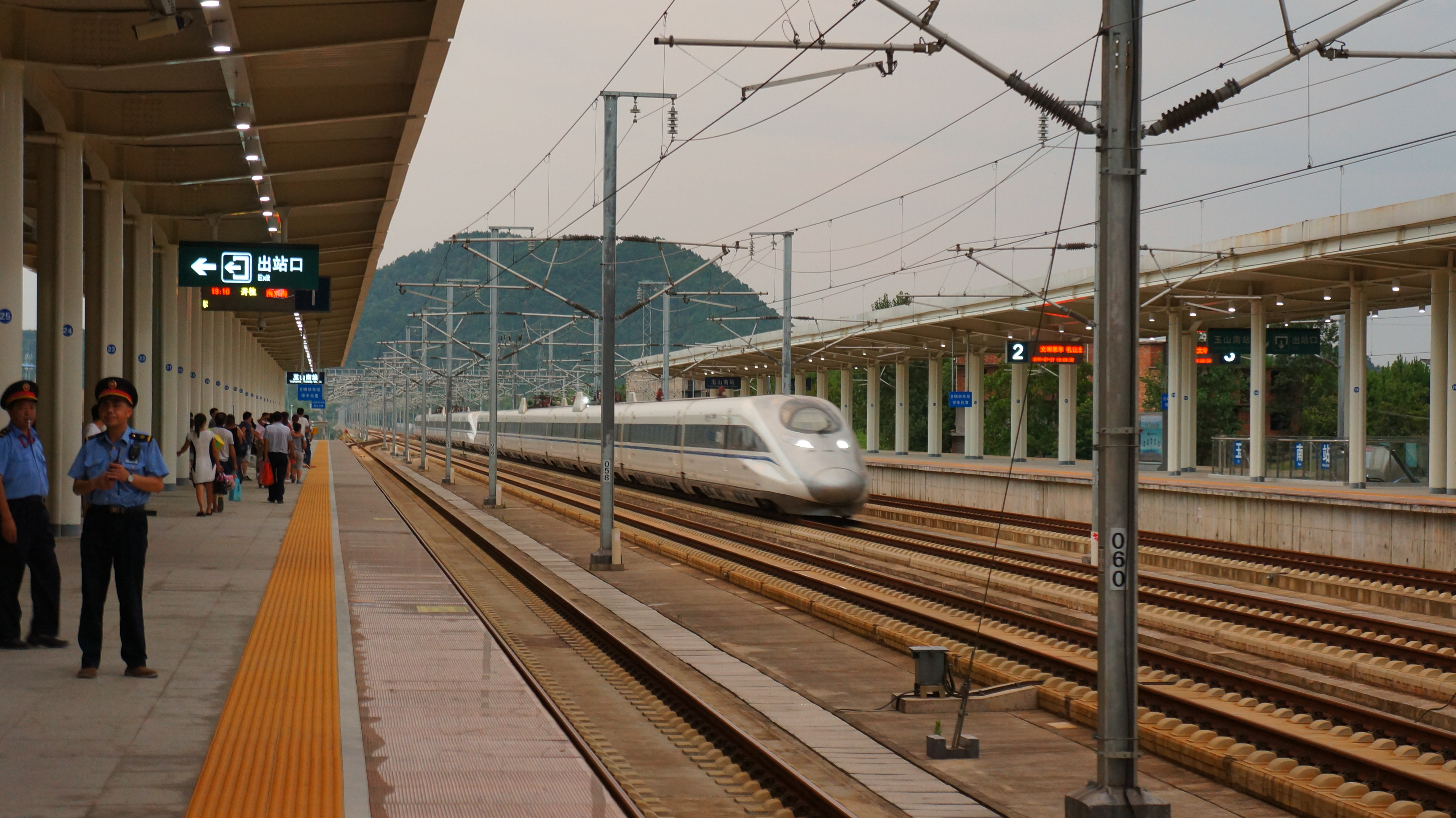
一列重连的和谐号CRH380A型电力动车组通过玉山南站

### 站房
站房建筑面积为4993平方米，为一层建筑，局部两层。站房以黄色为主的外立面、灰色的屋顶，通过“山”字形的站房，展现玉山“三清山”的地方特色。车站售票处位于站房西侧，设有售票窗口和自动售票机；候车厅位于站房中部，面积2000平方米；出站口位于地下一层。
玉山南站站区还将新建生产生活用房1333㎡，新建派出所、警务区和岗亭房屋743㎡。

### 站场
玉山站设2站台5线，其中正线2条，到发线3条，站台为一岛一侧式；站台雨棚采用单柱实腹钢框架结构，覆盖面积为9240平方米。
| 1F  | 3站台    | 沪昆高速铁路 往昆明南方向（上饶站）   |
| 1F  | 侧式站台 |                                       |
| 1F  | 2站台    | 沪昆高速铁路 往昆明南方向（上饶站）   |
| 1F  | 通过线   | 沪昆高速铁路下行列车通过线            |
| 1F  | 通过线   | 沪昆高速铁路上行列车通过线            |
| 1F  | 1站台    | 沪昆高速铁路 往上海虹桥方向（江山站） |
| 1F  | 侧式站台 |                                       |
| 1F  | 站房     | 进站口、售票、候车、检票口            |
| -1F | 站房     | 出站口                                |